# Donald "Duck" Dunn
Donald V "Duck" Dunn (Memphis, 24 de novembro de 1941 – Tóquio, 13 de maio de 2012) foi um baixista, produtor e compositor americano especializado em blues e gospel. 

## Biografia
Ganhou o apelido de "Duck" (Pato) pois assistia muito a desenhos animados da Disney.
Com seu amigo de infância e futuro colega de trabalho Steve Cropper começaram a tocar guitarra com um amigo chamado Charlie Freeman. Posteriormente Dunn decidiu estudar baixo e eventualmente o grupo juntou-se ao baterista Terry Johnson, formando a banda Royal Spades. 
Em 1965, Dunn integrou com Steve Cropper e Booker T. Jones, a banda Booker T. & the M.G.'s.
Em seus últimos anos, integrou a banda Blues Brothers juntamente com o seu antigo colega Steve Cropper.
Morreu em maio de 2012, aos 70 anos, de causas naturais.